# Jennifer Felder
Jennifer Felder (* 1994) ist eine Schweizer Unihockeyspielerin. Sie steht beim Nationalliga-A-Vertreter Zug United unter Vertrag.

## Karriere

### Anfänge
Felder begann ihre Karriere beim UH Lejon Zäziwil. Sie durchlief aller Nachwuchsstationen des Vereins.

### UHC Zugerland
2012 debütierte sie in der ersten Mannschaft des UHC Zugerland in der Nationalliga B. Für Zugerland absolvierte sie insgesamt 23 Partien in der zweithöchsten Schweizer Unihockeyliga.

### Zug United
2014 erfolgte ihr Wechsel zu Zug United. Bei Zug United konnte sich die junge Stürmerin auf Anhieb durchsetzen. Bereits in ihrer ersten Saison in der höchsten Spielklasse wurde sie in 20 von 21 Partien eingesetzt. Sie erzielte dabei vier Scorerpunkte. Ihre zweite Saison beendete sie ebenfalls mit vier Scorerpunkten.
In der Saison 2016/17 blühte sie auf und konnte in der Abwesenheit von zahlreichen Leistungsträgerinnen vier Tore und sechs Assists verbuchen, was sie zu einer der gefährlichsten Angreiferinnen von Zug United macht.
Am 11. April 2017 gab Zug United die Vertragsverlängerung um ein Jahr bekannt. Ein Jahr später verkündete der Verein, dass Felder weiterhin für Zug United auflaufen wird.